# Gianmario Ortenzi
Gianmario Ortenzi (Recanati, 23 giugno 1976) è un ex ciclista su strada italiano.
Dotato di caratteristiche da cronoman, nel 1998 arrivò terzo ai mondiali di Valkenburg nella categoria Under-23 dietro Thor Hushovd e Frédéric Finot.
Tra i professionisti difese per quattro stagioni i colori della Mercatone Uno ma non seppe raggiungere gli stessi risultati mostrati fra gli Under-23 e non ottenne vittorie; i suoi piazzamenti migliori nella massima categoria furono i secondi posti alla Firenze-Pistoia, gara a cronometro, dietro a Marco Velo e al Memorial Cecchi Gori a tappe dietro Romāns Vainšteins, entrambi nel 1999.

## Palmares
- 1997 (Under-23, due vittorie)

Campionati italiani, Prova a cronometro Under-23
3ª tappa Giro delle Regioni (Gargonza > Sogliano al Rubicone)
- 1998 (Under-23, una vittoria)

Classifica generale Giro delle Regioni

## Piazzamenti
- Giro d'Italia

2002: 99º
- Vuelta a España

2001: 125º

### Classiche monumento
- Milano-Sanremo

2001: 129º
Giro delle Fiandre
2000: 55º
- Giro di Lombardia

1999: 33º

### Competizioni mondiali
- Campionati del mondo

Valkenburg 1998 - Cronometro Under-23: 3º
Lisbona 1999 - Cronometro Elite: 40º